# Navasota chionophlebia
Navasota chionophlebia är en fjärilsart som beskrevs av George Francis Hampson 1918. Navasota chionophlebia ingår i släktet Navasota och familjen mott. Inga underarter finns listade i Catalogue of Life.